# Jenera
Jenera és una població dels Estats Units a l'estat d'Ohio. Segons el cens del 2000 tenia 235 habitants.

## Demografia
Segons el cens del 2000, Jenera tenia 235 habitants, 95 habitatges, i 64 famílies. La densitat de població era de 238,8 habitants/km².
Dels 95 habitatges en un 32,6% hi vivien nens de menys de 18 anys, en un 53,7% hi vivien parelles casades, en un 11,6% dones solteres, i en un 32,6% no eren unitats familiars. En el 30,5% dels habitatges hi vivien persones soles el 14,7% de les quals corresponia a persones de 65 anys o més que vivien soles. El nombre mitjà de persones vivint en cada habitatge era de 2,47 i el nombre mitjà de persones que vivien en cada família era de 3,11.
Per edats la població es repartia de la següent manera: un 28,5% tenia menys de 18 anys, un 7,2% entre 18 i 24, un 29,8% entre 25 i 44, un 18,3% de 45 a 60 i un 16,2% 65 anys o més.
L'edat mediana era de 37 anys. Per cada 100 dones de 18 o més anys hi havia 88,8 homes.
La renda mediana per habitatge era de 40.417 $ i la renda mediana per família de 43.125 $. Els homes tenien una renda mediana de 31.806 $ mentre que les dones 26.250 $. La renda per capita de la població era de 16.056 $. Aproximadament el 3,3% de les famílies i el 3,1% de la població estaven per davall del llindar de pobresa.

## Poblacions més properes
El següent diagrama mostra les poblacions més properes.